# Калиол (Белуно)
Калиол (итал. Calliol) је насеље у Италији у округу Белуно, региону Венето.
Према процени из 2011. у насељу је живело 38 становника. Насеље се налази на надморској висини од 433 м.